# Callum Skinner
Callum Skinner (Glasgow, 20 de agosto de 1992) es un deportista británico que compite en ciclismo en la modalidad de pista, especialista en las pruebas de velocidad y contrarreloj.
Participó en los Juegos Olímpicos de Río de Janeiro 2016, obteniendo dos medallas, oro en la prueba de velocidad por equipos (junto con Jason Kenny y Philip Hindes) y plata en velocidad individual.
Ganó dos medallas en el Campeonato Europeo de Ciclismo en Pista, oro en 2014 y bronce en 2012.

## Medallero internacional
| Juegos Olímpicos   | Juegos Olímpicos         | Juegos Olímpicos  | Juegos Olímpicos      |
| Año                | Lugar                    | Medalla           | Competición           |
| ------------------ | ------------------------ | ----------------- | --------------------- |
| 2016               | Río de Janeiro ( Brasil) | Medalla de oro    | Velocidad por equipos |
| 2016               | Río de Janeiro ( Brasil) | Medalla de plata  | Velocidad individual  |
| Campeonato Europeo |                          |                   |                       |
| Año                | Lugar                    | Medalla           | Competición           |
| 2012               | Panevėžys ( Lituania)    | Medalla de bronce | Velocidad por equipos |
| 2014               | Baie-Mahault ( Francia)  | Medalla de oro    | 1 km contrarreloj     |